# 凯文·埃亨
凯文·埃亨（英語：Kevin Ahearn，1948年6月20日—），美国男子冰球运动员，场上位置是前锋。他曾代表美国国家队参加1972年冬季奥林匹克运动会冰球比赛，获得一枚银牌。